# Club Atlético de Madrid 2015-2016
Questa voce raccoglie le informazioni riguardanti il Club Atlético de Madrid nelle competizioni ufficiali della stagione 2015-2016.

## Stagione
La stagione 2015-2016 vede la 79ª partecipazione alla massima divisione spagnola e la 14ª di fila per l'Atlético Madrid, che conferma l'allenatore argentino Diego Simeone. La squadra di Madrid, dopo aver terminato al terzo posto il campionato precedente si qualifica direttamente alla fase a gironi della Champions League. Il primo impegno ufficiale dei colchoneros è il 22 agosto, al Vicente Calderón, contro il neopromosso Las Palmas che viene sconfitto per 1-0 con una rete di Griezmann.
Il 27 agosto 2015 a Monte Carlo vengono sorteggiati i gironi che compongono la UEFA Champions League 2015-2016. I colchoneros, inseriti nella seconda fascia, pescano i campioni di Portogallo del Benfica, i campioni di Turchia del Galatasaray e l'Astana campione del Kazakistan. Il 30 agosto a Siviglia i rojiblancos ottengono la prima vittoria esterna (3-0) e i gol segnati vengono dedicati a Raúl García.
Il 12 settembre l'Atlético perde la prima gara ufficiale (1-2), in casa contro il Barcellona. L'esordio in Champions League è coronato subito con una vittoria in trasferta (2-0) a Istanbul contro il Galatasaray. Il 26 settembre arriva la prima sconfitta esterna, ad opera del Villarreal con una rete del giocatore di proprietà dei colchoneros Léo Baptistão. Con 211 partite consecutive sulla panchina dei rojiblancos, Diego Simeone supera il record di Luis Aragonés.
Il 30 settembre arriva la prima sconfitta in Champions League, in casa per 2-1, contro il Benfica. L'ultima sconfitta interna risaliva al 2010, quando i colchoneros persero contro il Porto; da allora sono stati imbattuti al Calderón per undici gare in Champions League. Allo stesso tempo il Benfica non vinceva in Spagna dal 1982. Il 4 ottobre si conclude in parità (1-1) il derby di Madrid.
Il 16 ottobre viene sorteggiato l'avversario dei sedicesimi di finale di Coppa del Re: i catalani del Reus Deportiu. Il 25 novembre, grazie al 2-0 rifilato al Galatasaray, l'Atlético si assicura la qualificazione agli ottavi di finale di Champions League. In occasione della vittoria per 1-0 ottenuta contro l'Espanyol, il centrocampista portoghese Tiago Mendes riporta la frattura della tibia destra, che lo terrà fuori dai campi per quattro mesi.
Nel mese di novembre, l'Atlético Madrid gioca un totale di cinque partite e in nessuna di esse incassa reti. Questi risultati permettono ai rojiblancos di essere la difesa meno battuta in Europa e a Diego Simeone di ricevere il premio come miglior allenatore del mese. Con la vittoria per 2-1 sul Benfica, la squadra di Simeone si qualifica come testa di serie del girone in Champions League.
Il 14 dicembre a Nyon vengono sorteggiati gli accoppiamenti per la fase a eliminazione diretta di Champions League. Agli ottavi di finale l'Atlético di Madrid se la vedrà con gli olandesi del PSV, campioni di Eredivisie. Con un risultato complessivo di 3-1, i colchoneros superano il Reus in Coppa del Re e approdano agli ottavi dove pescano i concittadini del Rayo Vallecano. Il 2015 dell'Atlético Madrid si chiude con un totale di 32 vittorie su 55 incontri disputati e ben 81 punti, solo uno in meno del 2013, anno in cui la squadra si laureò campione.
Il 2016 dei colchoneros si apre con la sofferta vittoria per 1-0 contro il Levante, e il momentaneo primato in solitaria in attesa del recupero del Barcellona. Con la vittoria per 2-0 in casa del Celta Vigo, l'Atlético si laurea campione d'inverno per l'ottava volta nella sua storia. Con una vittoria complessiva di 4-1 sul Rayo Vallecano, i colchoneros volano ai quarti di finale di Coppa del Re, dove affronteranno il Celta Vigo.
Il 27 gennaio, con una sconfitta complessiva di 2-3, l'Atlético Madrid dice addio alla Coppa del Re. Il 6 febbraio, in occasione della vittoria per 3-1 sull'Eibar, Fernando Torres mette a segno il gol numero 100 con la maglia dell'Atlético. Il 27 febbraio l'Atletico ha la meglio nel derby di Madrid, battendo 1-0 il Real al Santiago Bernabéu.
Il 15 marzo, con la vittoria per 8-7 dopo i tiri di rigore contro il PSV, l'Atlético raggiunge per il terzo anno consecutivo i quarti di finale di Champions League. Tre giorni dopo, a Nyon, viene sorteggiato il Barcellona (campione in carica) come avversario ai quarti di finale, ripetendo il derby di due anni fa. Per la seconda volta in tre anni l'Atlético elimina il Barcellona ai quarti, risultato complessivo di 3-2, e in semifinale trova i campioni di Germania del Bayern Monaco.
In occasione della vittoria per 1-0 sul campo dell'Athletic Bilbao, il portiere sloveno Jan Oblak mantiene la rete inviolata per la 21ª partita stagionale in Liga, superando il precedente record di Thibaut Courtois. Il 3 maggio l'Atlético raggiunge la seconda finale di Champions League in tre anni, superando il Bayern nel doppio confronto (2-2) grazie alla regola del gol fuori casa. Si è trattata della centesima partita di Champions nella storia dell'Atlético.

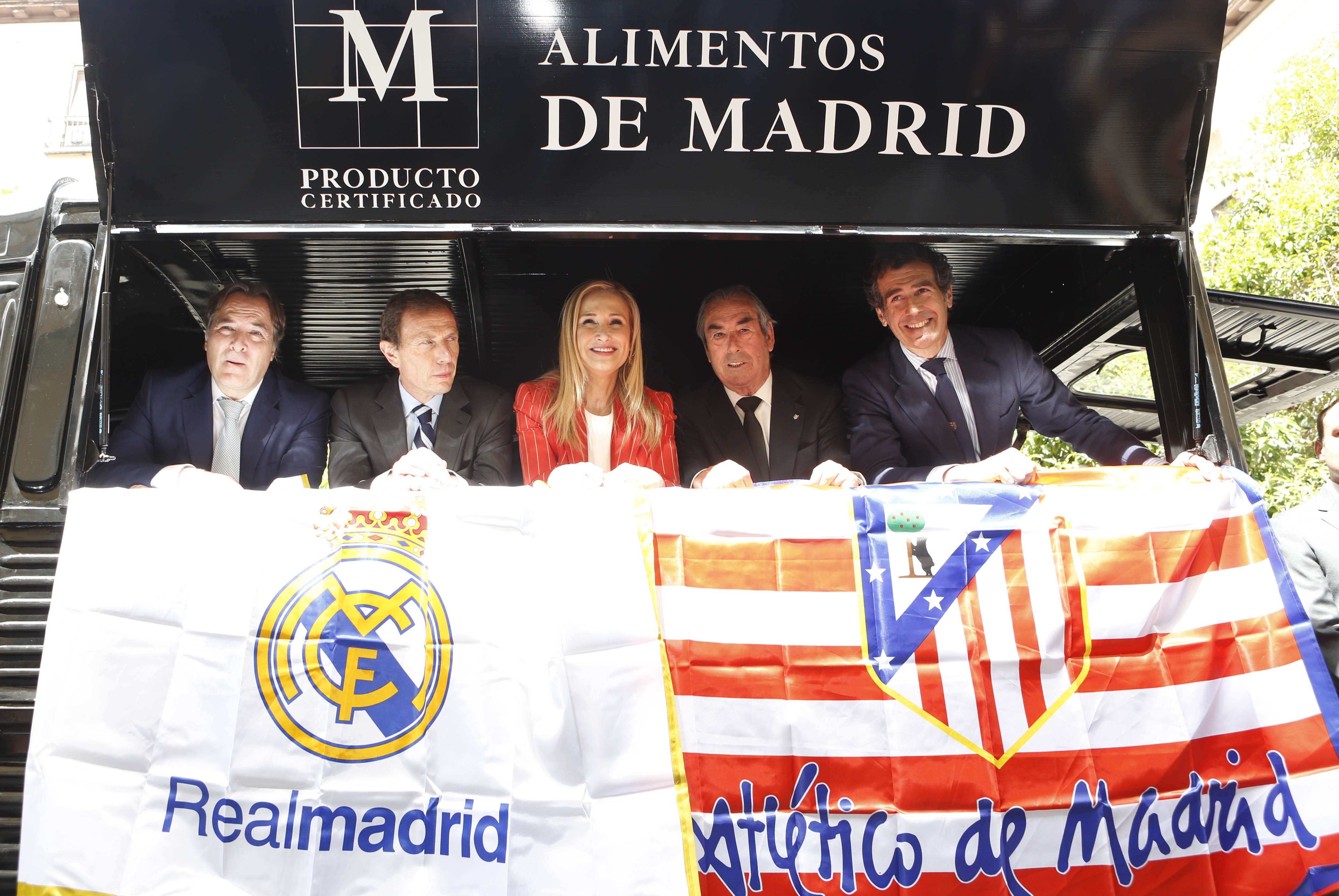
La presidentessa della Comunità Autonoma di Madrid testimonial della finale a Milano

L'8 maggio i colchoneros perdono per due reti a una contro il già retrocesso Levante e dicono addio alla Liga, scivolando al terzo posto. L'ultima giornata di campionato si conclude con la vittoria casalinga per 2-0 sul Celta. È stata la 24ª partita terminata a porta imbattuta ed è valso il primo trofeo Zamora per Oblak, nonché il terzo in quattro anni vinto dai rojiblancos. Inoltre rientra, insieme a Godín, Filipe Luís, Juanfran e Griezmann, nella squadra ideale della Liga secondo il sito dell'UEFA.
Il 28 maggio l'Atlético Madrid perde in finale di Champions per 5-3 ai rigori, dopo che i tempi regolamentari si erano conclusi sull'1-1. Per i colchoneros è stata la terza sconfitta su tre finali giocate; inoltre, non avendo mai vinto la coppa, stabilisce un nuovo record negativo nella storia della massima competizione europea. Nonostante la sconfitta sono sei i calciatori dell'Atlético inseriti nella Squadra della stagione della UEFA Champions League: Oblak, Godín, Juanfran, Gabi, Koke e Griezmann.

## Maglie e sponsor
Lo sponsor tecnico per la stagione 2015-2016 è per il 15º anno consecutivo Nike. A differenza dell'anno precedente, lo sponsor ufficiale non è più Ministero del Turismo dell'Azerbaigian, bensì Plus500. Sulle maniche c'è invece il simbolo della società cinese Huawei.
La prima maglia, rispetto alla stagione precedente, mantiene le tre strisce rosse ampie ma le maniche e la schiena sono completamente rosse. Il colletto non c'è più e le uniche parti blu sono il retro del girocollo e una striscia che corre lungo i fianchi. I pantaloncini sono completamente blu e i calzettoni tutti rossi.
La seconda maglia, invece, varia completamente da quella della stagione 2014-2015. Essa presenta una livrea blu, con le maniche, il bordo del colletto e le spalle blu scuro. Il rosso è presente sotto le maniche, ai lati e sotto al colletto; quest'ultimo ha anche la chiusura coi bottoni.
| Casa |  | Casa alt. |  | Trasferta |  | Portiere 1 |  | Portiere 2 |  | Portiere 3 |

## Organigramma societario
Dal sito internet ufficiale della società.
Area direttiva
- Presidente: Enrique Cerezo

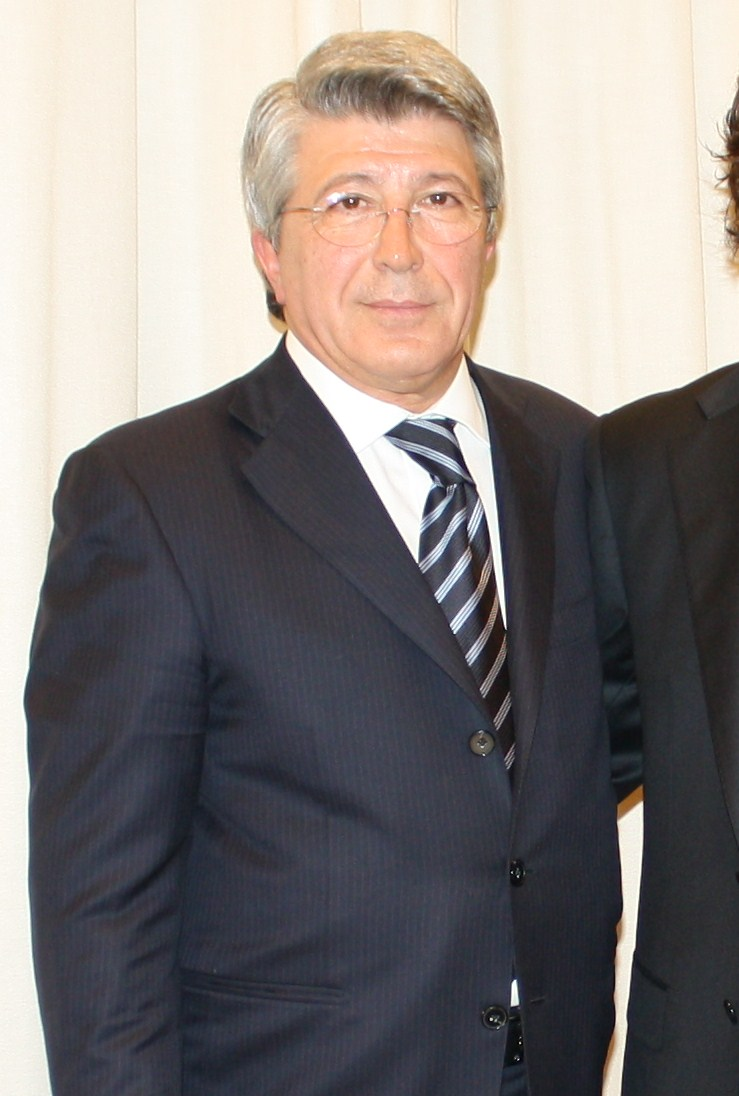
Il presidente Enrique Cerezo, in carica dal 2003

- Amministratore delegato: Miguel Ángel Gil Marín
- Vicepresidente area sociale: Lázaro Albarracín Martínez
- Vicepresidente area commerciale: Antonio Alonso Sanz
- Consiglieri: Severiano Gil y Gil, Óscar Gil Marín, Clemente Villaverde Huelga, Zhang Lin
- Segretario del consiglio: Pablo Jiménez de Parga
- Assessori del consiglio amministrativo: Peter Kenyon, Ignacio Aguillo
- Assessori legali: José Manuel Díaz, Despacho Jiménez de Parga

Area organizzativa
- Direttore finanziario: Mario Aragón Santurde
- Direttore esecutivo: Clemente Villaverde Huelga
- Direttore sportivo: José Luis Pérez Caminero
- Direttore tecnico: Andrea Berta

Area marketing
- Direttore area marketing: Javier Martínez
- Direttore commerciale: Guillermo Moraleda
- Direttore delle risorse: Fernando Fariza Requejo
- Direttrice marketing: Dolores Martelli

Area infrastrutturale
- Direttore dei servizi generali e delle infrastrutture: Javier Prieto

Area controllo
- Direttore di controllo: José Manuel Díaz Pérez

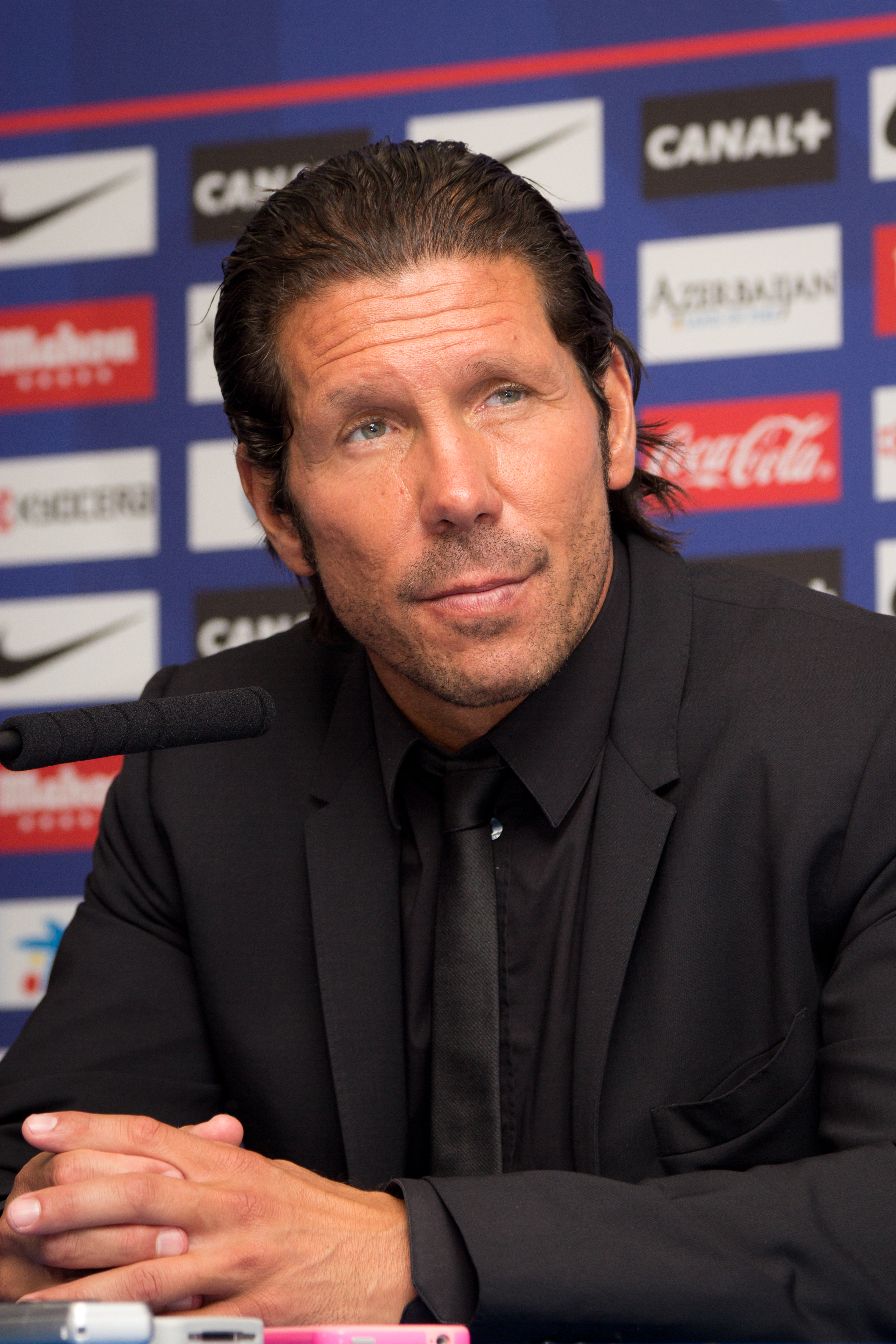
L'allenatore Diego Pablo Simeone alla quinta stagione sulla panchina

Area sviluppo giovanile e internazionale
- Direttore del settore giovanile e dello sviluppo internazionale: Emilio Gutiérrez Boullosa
- Direttore sportivo del settore giovanile: Carlos Aguilera
- Direttore tecnico del settore giovanile: Miguel Ángel Ruiz

Area comunicazione
- Direttore della comunicazione e area digitale: Rafael Alique

Area tecnica
- Allenatore: Diego Simeone
- Allenatore in seconda: Germán Burgos
- Preparatori atletici: Óscar Ortega, Carlos Menéndez, Iván Rafael Díaz Infante
- Preparatore dei portieri: Pablo Vercellone
- Allenatore in terza: Juan Vizcaíno
- Delegato: Pedro Pablo Matesanz

Area sanitaria
- Responsabile: José María Villalón
- Infermiere: Gorka de Abajo
- Fisioterapisti: Esteban Arévalo, David Loras, Jesús Vázquez, Felipe Iglesias Arroyo
- Massaggiatore: Daniel Castro

Area ausiliare
- Direzione: Luiz Edmundo Pereira
- Magazzinieri: Cristian Bautista, Dimcho Pilichev, Mario Serrano

## Rosa
La rosa e la numerazione sono tratte dal sito ufficiale dell'Atlético Madrid e sono aggiornate al 3 febbraio 2016.

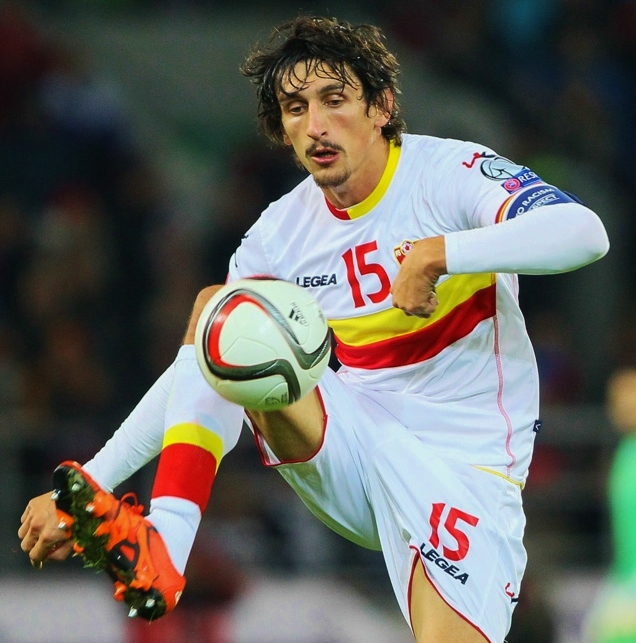
Stefan Savić (con la maglia della nazionale del) è uno dei nuovi acquisti dei Colchoneros

| N. |                       | Ruolo | Calciatore                  |
| -- | --------------------- | ----- | --------------------------- |
| 1  | Spagna (bandiera)     | P     | Miguel Ángel Moyà           |
| 2  | Uruguay (bandiera)    | D     | Diego Godín                 |
| 3  | Brasile (bandiera)    | D     | Filipe Luís                 |
| 4  | Brasile (bandiera)    | D     | Guilherme Siqueira          |
| 5  | Portogallo (bandiera) | C     | Tiago                       |
| 6  | Spagna (bandiera)     | C     | Koke                        |
| 7  | Francia (bandiera)    | A     | Antoine Griezmann           |
| 8  | Spagna (bandiera)     | C     | Raúl García (vice capitano) |
| 8  | Argentina (bandiera)  | C     | Matías Kranevitter          |
| 9  | Spagna (bandiera)     | A     | Fernando Torres             |
| 10 | Spagna (bandiera)     | C     | Óliver Torres               |
| 11 | Colombia (bandiera)   | A     | Jackson Martínez            |
| 12 | Argentina (bandiera)  | C     | Augusto Fernández           |

| N. |                       | Ruolo | Calciatore         |
| -- | --------------------- | ----- | ------------------ |
| 13 | Slovenia (bandiera)   | P     | Jan Oblak          |
| 14 | Spagna (bandiera)     | C     | Gabi (capitano)    |
| 15 | Montenegro (bandiera) | D     | Stefan Savić       |
| 16 | Argentina (bandiera)  | A     | Ángel Correa       |
| 17 | Spagna (bandiera)     | C     | Saúl               |
| 18 | Spagna (bandiera)     | D     | Jesús Gámez        |
| 19 | Francia (bandiera)    | D     | Lucas Hernández    |
| 20 | Spagna (bandiera)     | D     | Juanfran           |
| 21 | Belgio (bandiera)     | C     | Yannick Carrasco   |
| 22 | Ghana (bandiera)      | C     | Thomas Teye Partey |
| 23 | Argentina (bandiera)  | A     | Luciano Vietto     |
| 24 | Uruguay (bandiera)    | D     | José Giménez       |

## Calciomercato

### Sessione estiva(dal 1º luglio al 1º settembre)
Durante il mercato estivo vengono ceduti in Italia, rispettivamente alla Juventus e all'Inter, l'attaccante croato Mario Mandžukić e il difensore brasiliano Miranda. Al Barcellona viene ceduto invece l'ala turca Arda Turan, mentre al Tottenham si trasferisce il difensore belga Toby Alderweireld.
Sul fronte acquisti la società madrilena si assicura le prestazioni dell'attaccante argentino Luciano Vietto proveniente dal Villarreal, del bomber colombiano del Porto Jackson Martínez e dell'ala belga Yannick Ferreira Carrasco che l'anno scorso ha giocato nel Monaco.
Dopo cinque stagioni trascorse a Madrid parte il canterano Mario Suárez, che si accasa alla Fiorentina, nell'affare che porta il difensore montenegrino Stefan Savić in biancorosso. Sempre in difesa c'è il ritorno di Filipe Luís, dopo un solo anno al Chelsea. Anche l'esperienza dell'attaccante messicano Raúl Jiménez all'Atlético si conclude dopo appena un anno e viene ceduto ai campioni di Portogallo del Benfica.
L'ultimo giorno di mercato lascia il club il primatista di presenze con l'Atlético Madrid nelle competizioni UEFA per club Raúl García, per accasarsi coi baschi dell'Athletic Bilbao.
| Acquisti         | Acquisti                  | Acquisti          | Acquisti                   |
| R.               | Nome                      | da                | Modalità                   |
| ---------------- | ------------------------- | ----------------- | -------------------------- |
| D                | Filipe Luís               | Chelsea           | definitivo (16 milioni €)  |
| D                | Stefan Savić              | Fiorentina        | definitivo (25 milioni €)  |
| C                | Yannick Ferreira Carrasco | Monaco            | definitivo (20 milioni €)  |
| A                | Jackson Martínez          | Porto             | definitivo (34 milioni €)  |
| A                | Luciano Vietto            | Villarreal        | definitivo (20 milioni €)  |
| Altre operazioni |                           |                   |                            |
| R.               | Nome                      | da                | Modalità                   |
| P                | Yassine Bounou            | Real Saragozza    | fine prestito              |
| D                | Toby Alderweireld         | Southampton       | fine prestito              |
| D                | Lucas Hernández           | Atlético Madrid B | prelievo                   |
| D                | Emiliano Insúa            | Rayo Vallecano    | fine prestito              |
| D                | Javier Manquillo          | Liverpool         | fine prestito              |
| D                | Emiliano Velázquez        | Getafe            | fine prestito              |
| C                | Kader                     | Numancia          | fine prestito              |
| C                | Matías Kranevitter        | River Plate       | definitivo (8 milioni €)   |
| C                | Bernard Mensah            | Vitória Guimarães | definitivo (10 milioni €)  |
| C                | Rubén Pérez               | Granada           | fine prestito              |
| C                | Thomas Teye Partey        | Almería           | fine prestito              |
| C                | Óliver Torres             | Porto             | fine prestito              |
| A                | Léo Baptistão             | Rayo Vallecano    | fine prestito              |
| A                | Borja González            | Real Saragozza    | fine prestito              |
| A                | Rafael Santos Borré       | Deportivo Cali    | definitivo (5,5 milioni €) |

| Cessioni         | Cessioni            | Cessioni              | Cessioni                                                                           |
| R.               | Nome                | a                     | Modalità                                                                           |
| ---------------- | ------------------- | --------------------- | ---------------------------------------------------------------------------------- |
| D                | Toby Alderweireld   | Tottenham             | definitivo (16 milioni €)                                                          |
| D                | Cristian Ansaldi    | Zenit San Pietroburgo | fine prestito                                                                      |
| D                | Miranda             | Inter                 | prestito oneroso biennale (3 milioni € + riscatto 9 milioni € + bonus 2 milioni €) |
| C                | Arda Turan          | Barcellona            | definitivo (34 milioni €)                                                          |
| C                | Raúl García         | Athletic Bilbao       | definitivo (8 milioni €)                                                           |
| C                | Cani                | Villarreal            | fine prestito                                                                      |
| C                | Mario Suárez        | Fiorentina            | definitivo (15 milioni €)                                                          |
| C                | Cristian Rodríguez  | Independiente         | gratuito                                                                           |
| A                | Raúl Jiménez        | Benfica               | definitivo (9 milioni €)                                                           |
| A                | Mario Mandžukić     | Juventus              | definitivo (19 milioni €)                                                          |
| Altre operazioni |                     |                       |                                                                                    |
| R.               | Nome                | a                     | Modalità                                                                           |
| P                | Yassine Bounou      | Real Sociedad         | prestito                                                                           |
| D                | Emiliano Insúa      | Stoccarda             | gratuito                                                                           |
| D                | Javier Manquillo    | Olympique Marsiglia   | prestito                                                                           |
| D                | Sílvio              | Benfica               | rinnovo prestito                                                                   |
| D                | Emiliano Velázquez  | Getafe                | rinnovo prestito                                                                   |
| C                | Kader               | Club Africain         | gratuito                                                                           |
| C                | Matías Kranevitter  | River Plate           | prestito                                                                           |
| C                | Bernard Mensah      | Getafe                | prestito                                                                           |
| C                | Rubén Pérez         | Granada               | definitivo                                                                         |
| A                | Léo Baptistão       | Villarreal            | prestito                                                                           |
| A                | Borja González      | Eibar                 | prestito                                                                           |
| A                | Rafael Santos Borré | Deportivo Cali        | prestito                                                                           |

### Sessione invernale(dal 1º al 31 gennaio)
All'apertura del mercato invernale l'Atlético porta in biancorosso il centrocampista argentino del Celta Vigo Augusto Fernández Sul fronte delle partenze, invece, Jackson Martínez lascia i colchoneros dopo soli sei mesi per trasferirsi in Cina al Guangzhou Evergrande, e Guilherme Siqueira viene ceduto in prestito ai rivali del Valencia.
| Acquisti         | Acquisti           | Acquisti    | Acquisti                   |
| R.               | Nome               | da          | Modalità                   |
| ---------------- | ------------------ | ----------- | -------------------------- |
| C                | Augusto Fernández  | Celta Vigo  | definitivo (6,5 milioni €) |
| C                | Matías Kranevitter | River Plate | fine prestito              |
| Altre operazioni |                    |             |                            |
| R.               | Nome               | da          | Modalità                   |
| C                | Alessio Cerci      | Milan       | fine prestito              |

| Cessioni         | Cessioni           | Cessioni     | Cessioni                  |
| R.               | Nome               | a            | Modalità                  |
| ---------------- | ------------------ | ------------ | ------------------------- |
| D                | Guilherme Siqueira | Valencia     | prestito                  |
| A                | Jackson Martínez   | Guangzhou E. | definitivo (42 milioni €) |
| Altre operazioni |                    |              |                           |
| R.               | Nome               | a            | Modalità                  |
| C                | Alessio Cerci      | Genoa        | prestito                  |

## Risultati

### Primera División

#### Girone di andata
| Arbitro: | Prieto Iglesias |

|               |           |  |
| Griezmann 16’ | Marcatori |  |

| Arbitro: | Clos Gómez |

|  |           |                                  |
|  | Marcatori | 35’ Koke 79’ Gabi 82’ Jackson M. |

| Arbitro: | Mateu Lahoz |

|               |           |                      |
| F. Torres 51’ | Marcatori | 55’ Neymar 77’ Messi |

| Arbitro: | Hernández Hernández |

|  |           |                          |
|  | Marcatori | 62’ Correa 77’ F. Torres |

| Arbitro: | Álvarez Izquierdo |

|                   |           |  |
| Griezmann 4’, 90’ | Marcatori |  |

| Arbitro: | Fernández Borbalán |

|                  |           |  |
| L. Baptistão 14’ | Marcatori |  |

| Arbitro: | Undiano Mallenco |

|            |           |            |
| Vietto 83’ | Marcatori | 9’ Benzema |

| Arbitro: | Iglesias Villanueva |

|  |           |                             |
|  | Marcatori | 9’ Griezmann 90+1’ Carrasco |

| Arbitro: | Gil Manzano |

|                             |           |                 |
| Jackson M. 32’ Carrasco 40’ | Marcatori | 72’ (rig.) Paco |

| Arbitro: | Pérez Montero |

|              |           |           |
| L. Pérez 77’ | Marcatori | 34’ Tiago |

| Arbitro: | Estrada Fernández |

|                 |           |  |
| Griezmann 90+3’ | Marcatori |  |

| Arbitro: | Jaime Latre |

|  |           |         |
|  | Marcatori | 7’ Koke |

| Arbitro: | Vicandi Garrido |

|              |           |  |
| Griezmann 3’ | Marcatori |  |

| Arbitro: | Prieto Iglesias |

|  |           |                         |
|  | Marcatori | 20’ Godín 76’ Griezmann |

| Arbitro: | Martínez Munuera |

|                          |           |             |
| Saúl 45+2’ Griezmann 67’ | Marcatori | 27’ Laporte |

| Arbitro: | Mateu Lahoz |

|             |           |  |
| Charles 86’ | Marcatori |  |

| Arbitro: | Sánchez Martínez |

|  |           |                          |
|  | Marcatori | 88’ Correa 90’ Griezmann |

| Arbitro: | Clos Gómez |

|            |           |  |
| Thomas 81’ | Marcatori |  |

| Arbitro: | de Burgos Bengoetxea |

|  |           |                            |
|  | Marcatori | 49’ Griezmann 80’ Carrasco |

#### Girone di ritorno
| Arbitro: | Vicandi Garrido |

|  |           |                                |
|  | Marcatori | 17’ F. Luís 68’, 89’ Griezmann |

| Madrid 24 gennaio 2016, ore 16:00 CET 21ª giornata | Atlético Madrid     | 0 – 0 referto | Siviglia | Vicente Calderón (52 793 spett.)\| Arbitro: \| Iglesias Villanueva \| |
| Arbitro:                                           | Iglesias Villanueva |               |          |                                                                       |

| Arbitro: | Undiano Mallenco |

|                      |           |          |
| Messi 30’ Suárez 38’ | Marcatori | 10’ Koke |

| Arbitro: | Fernández Borbalán |

|                                            |           |          |
| J. M. Giménez 56’ Saúl 63’ F. Torres 90+1’ | Marcatori | 46’ Keko |

| Arbitro: | Mateu Lahoz |

|  |           |              |
|  | Marcatori | 2’ F. Torres |

| Madrid 21 febbraio 2016, ore 20:30 CET 25ª giornata | Atlético Madrid | 0 – 0 referto | Villarreal | Vicente Calderón (45 323 spett.)\| Arbitro: \| Prieto Iglesias \| |
| Arbitro:                                            | Prieto Iglesias |               |            |                                                                   |

| Arbitro: | Clos Gómez |

|  |           |               |
|  | Marcatori | 53’ Griezmann |

| Arbitro: | Hernández Hernández |

|                                               |           |  |
| Reyes 9’ (aut.) Saúl 47’ Griezmann 61’ (rig.) | Marcatori |  |

| Arbitro: | Álvarez Izquierdo |

|             |           |                                          |
| Čeryšev 29’ | Marcatori | 25’ Griezmann 73’ F. Torres 86’ Carrasco |

| Arbitro: | Melero López |

|                                   |           |  |
| Saúl 18’ Griezmann 60’ Correa 83’ | Marcatori |  |

| Arbitro: | Gil Manzano |

|                         |           |               |
| Sanabria 79’ Castro 89’ | Marcatori | 29’ Griezmann |

| Arbitro: | González González |

|                                                            |           |               |
| F. Torres 37’ Griezmann 42’, 81’ Juanfran 65’ Thomas 90+1’ | Marcatori | 79’ R. Castro |

| Arbitro: | de Burgos Bengoetxea |

|             |           |                                      |
| P. Diop 29’ | Marcatori | 35’ F. Torres 58’ Griezmann 89’ Koke |

| Arbitro: | Prieto Iglesias |

|                                   |           |  |
| Koke 15’ F. Torres 59’ Correa 83’ | Marcatori |  |

| Arbitro: | Martínez Munuera |

|  |           |               |
|  | Marcatori | 38’ F. Torres |

| Arbitro: | Mateu Lahoz |

|            |           |  |
| Correa 62’ | Marcatori |  |

| Arbitro: | Sánchez Martínez |

|               |           |  |
| Griezmann 55’ | Marcatori |  |

| Arbitro: | González González |

|                         |           |              |
| Casadesús 30’ Rossi 90’ | Marcatori | 2’ F. Torres |

| Arbitro: | Fernández Borbalán |

|                             |           |  |
| F. Torres 51’ Griezmann 54’ | Marcatori |  |

### Coppa del Re
| Arbitro: | Fernández Borbalán |

|            |           |                     |
| Carbià 30’ | Marcatori | 36’ Vietto 63’ Saúl |

| Arbitro: | Undiano Mallenco |

|            |           |  |
| Thomas 53’ | Marcatori |  |

| Arbitro: | Jaime Latre |

|           |           |          |
| Nacho 35’ | Marcatori | 67’ Saúl |

| Arbitro: | González González |

|                                 |           |  |
| Correa 40’ Griezmann 80’, 90+1’ | Marcatori |  |

| Vigo 20 gennaio 2016, ore 20:30 CET Quarti di finale – Andata | Celta Vigo        | 0 – 0 referto | Atlético Madrid | Balaídos (17 428 spett.)\| Arbitro: \| Estrada Fernández \| |
| Arbitro:                                                      | Estrada Fernández |               |                 |                                                             |

| Arbitro: | Mateu Lahoz |

|                          |           |                                 |
| Griezmann 29’ Correa 81’ | Marcatori | 22’, 64’ Hernández 56’ Guidetti |

### UEFA Champions League

#### Fase a gironi
| Arbitro: | Marciniak |

|  |           |                    |
|  | Marcatori | 18’, 25’ Griezmann |

| Arbitro: | Rocchi |

|            |           |                               |
| Correa 23’ | Marcatori | 36’ Nico Gaitán 51’ G. Guedes |

| Arbitro: | Kul'bakoŭ |

|                                                       |           |  |
| Saúl 23’ Jackson M. 29’ Óliver 63’ Dedečko 89’ (aut.) | Marcatori |  |

| Astana 3 novembre 2015, ore 16:00 CET Gruppo C – 4ª giornata | Astana | 0 – 0 referto | Atlético Madrid | Astana Arena (29 231 spett.)\| Arbitro: \| Taylor \| |
| Arbitro:                                                     | Taylor |               |                 |                                                      |

| Arbitro: | Rizzoli |

|                    |           |  |
| Griezmann 13’, 65’ | Marcatori |  |

| Arbitro: | Hațegan |

|               |           |                     |
| Mītroglou 75’ | Marcatori | 33’ Saúl 55’ Vietto |

#### Fase a eliminazione diretta
| Eindhoven 24 febbraio 2016, ore 20:45 CET Ottavi di finale – Andata | PSV    | 0 – 0 referto | Atlético Madrid | Philips Stadion (34 948 spett.)\| Arbitro: \| Orsato \| |
| Arbitro:                                                            | Orsato |               |                 |                                                         |

| Arbitro: | Clattenburg |

|                                                                 |                      |                                                                      |
| Griezmann Gabi Koke Saúl F. Torres Giménez Filipe Luís Juanfran | Tiri di rigore 8 – 7 | van Ginkel Guardado Pröpper Bruma H. Moreno Lestienne Arias Narsingh |

| Arbitro: | Brych |

|                 |           |               |
| Suárez 63’, 74’ | Marcatori | 25’ F. Torres |

| Arbitro: | Rizzoli |

|                           |           |  |
| Griezmann 36’, 88’ (rig.) | Marcatori |  |

| Arbitro: | Clattenburg |

|          |           |  |
| Saúl 11’ | Marcatori |  |

| Arbitro: | Çakır |

|                            |           |               |
| Alonso 31’ Lewandowski 74’ | Marcatori | 54’ Griezmann |

| Arbitro: | Clattenburg |

|                                          |                      |                              |
| S. Ramos 15’                             | Marcatori            | 79’ Carrasco                 |
| L. Vázquez Marcelo Bale S. Ramos Ronaldo | Tiri di rigore 5 – 3 | Griezmann Gabi Saúl Juanfran |

## Statistiche

### Statistiche di squadra
| Competizione     | Punti | In casa | In casa | In casa | In casa | In casa | In casa | In trasferta | In trasferta | In trasferta | In trasferta | In trasferta | In trasferta | Totale | Totale | Totale | Totale | Totale | Totale | DR  |
| Competizione     | Punti | G       | V       | N       | P       | Gf      | Gs      | G            | V            | N            | P            | Gf           | Gs           | G      | V      | N      | P      | Gf     | Gs     | DR  |
| ---------------- | ----- | ------- | ------- | ------- | ------- | ------- | ------- | ------------ | ------------ | ------------ | ------------ | ------------ | ------------ | ------ | ------ | ------ | ------ | ------ | ------ | --- |
| Liga BBVA        | 88    | 19      | 15      | 3       | 1       | 33      | 7       | 19           | 13           | 1            | 5            | 30           | 11           | 38     | 28     | 4      | 6      | 63     | 18     | +45 |
| Coppa del Re     | -     | 3       | 2       | 0       | 1       | 6       | 3       | 3            | 1            | 2            | 0            | 3            | 2            | 6      | 3      | 2      | 1      | 9      | 5      | +4  |
| Champions League | 13    | 6       | 4       | 1       | 1       | 10      | 2       | 6            | 2            | 2            | 2            | 6            | 5            | 13     | 6      | 4      | 3      | 17     | 8      | +9  |
| Totale           | 101   | 28      | 21      | 4       | 3       | 49      | 12      | 28           | 16           | 5            | 7            | 39           | 18           | 57     | 37     | 10     | 10     | 89     | 31     | +58 |

### Andamento in campionato
| Giornata  | 1 | 2 | 3 | 4 | 5 | 6 | 7 | 8 | 9 | 10 | 11 | 12 | 13 | 14 | 15 | 16 | 17 | 18 | 19 | 20 | 21 | 22 | 23 | 24 | 25 | 26 | 27 | 28 | 29 | 30 | 31 | 32 | 33 | 34 | 35 | 36 | 37 | 38 |
| --------- | - | - | - | - | - | - | - | - | - | -- | -- | -- | -- | -- | -- | -- | -- | -- | -- | -- | -- | -- | -- | -- | -- | -- | -- | -- | -- | -- | -- | -- | -- | -- | -- | -- | -- | -- |
| Luogo     | C | T | C | T | C | T | C | T | C | T  | C  | T  | C  | T  | C  | T  | T  | C  | T  | T  | C  | T  | C  | T  | C  | T  | C  | T  | C  | T  | C  | T  | C  | T  | C  | C  | T  | C  |
| Risultato | V | V | P | V | V | P | N | V | V | N  | V  | V  | V  | V  | V  | P  | V  | V  | V  | V  | N  | P  | V  | V  | N  | V  | V  | V  | V  | P  | V  | V  | V  | V  | V  | V  | P  | V  |
| Posizione | 3 | 3 | 5 | 5 | 4 | 5 | 5 | 4 | 3 | 4  | 3  | 2  | 2  | 2  | 2  | 2  | 2  | 1  | 1  | 1  | 2  | 2  | 2  | 2  | 2  | 2  | 2  | 2  | 2  | 2  | 2  | 2  | 2  | 2  | 2  | 2  | 3  | 3  |

Fonte:  CLASIFICACIÓN, su atleticodemadrid.com, atleticodemadrid.com.
Legenda:

Luogo: C = Casa; T = Trasferta. Risultato: V = Vittoria; N = Pareggio; P = Sconfitta.

### Statistiche dei giocatori
In corsivo i calciatori che hanno lasciato il club a stagione in corso.
| Giocatore      | Primera División | Primera División | Primera División | Primera División | Coppa di Spagna | Coppa di Spagna | Coppa di Spagna | Coppa di Spagna | Champions League | Champions League | Champions League | Champions League | Totale   | Totale | Totale      | Totale     |
| Giocatore      | Presenze         | Reti             | Ammonizioni      | Espulsioni       | Presenze        | Reti            | Ammonizioni     | Espulsioni      | Presenze         | Reti             | Ammonizioni      | Espulsioni       | Presenze | Reti   | Ammonizioni | Espulsioni |
| -------------- | ---------------- | ---------------- | ---------------- | ---------------- | --------------- | --------------- | --------------- | --------------- | ---------------- | ---------------- | ---------------- | ---------------- | -------- | ------ | ----------- | ---------- |
| Augusto        | 13               | 0                | 4                | 0                | 2               | 0               | 0               | 0               | 6                | 0                | 1                | 0                | 21       | 0      | 5           | 0          |
| Y. Carrasco    | 29               | 4                | 5                | 0                | 5               | 0               | 0               | 0               | 9                | 1                | 0                | 0                | 43       | 5      | 5           | 0          |
| Á. Correa      | 26               | 5                | 7                | 0                | 5               | 2               | 0               | 0               | 5                | 1                | 1                | 0                | 36       | 8      | 8           | 0          |
| Filipe Luís    | 32               | 1                | 11               | 1                | 3               | 0               | 1               | 0               | 10               | 0                | 1                | 0                | 45       | 1      | 13          | 1          |
| Gabi           | 35               | 1                | 11               | 1                | 4               | 0               | 0               | 0               | 13               | 0                | 3                | 0                | 52       | 1      | 14          | 1          |
| J. Gámez       | 10               | 0                | 3                | 0                | 5               | 0               | 0               | 0               | 1                | 0                | 0                | 0                | 16       | 0      | 3           | 0          |
| J. M. Giménez  | 27               | 1                | 8                | 0                | 2               | 0               | 0               | 0               | 8                | 0                | 1                | 0                | 37       | 1      | 9           | 0          |
| D. Godín       | 31               | 1                | 5                | 1                | 3               | 0               | 0               | 0               | 12               | 0                | 2                | 0                | 46       | 1      | 7           | 1          |
| A. Griezmann   | 38               | 22               | 5                | 0                | 3               | 3               | 0               | 0               | 13               | 7                | 1                | 0                | 54       | 32     | 6           | 0          |
| Jackson M.     | 15               | 2                | 0                | 0                | 3               | 0               | 0               | 0               | 4                | 1                | 1                | 0                | 22       | 3      | 1           | 0          |
| Juanfran       | 35               | 1                | 6                | 0                | 1               | 0               | 0               | 0               | 12               | 0                | 0                | 0                | 48       | 1      | 6           | 0          |
| Koke           | 35               | 5                | 4                | 0                | 5               | 0               | 0               | 0               | 11               | 0                | 2                | 0                | 51       | 5      | 6           | 0          |
| M. Kranevitter | 8                | 0                | 1                | 0                | 2               | 0               | 0               | 0               | 1                | 0                | 0                | 0                | 11       | 0      | 1           | 0          |
| Lucas          | 10               | 0                | 0                | 0                | 2               | 0               | 0               | 0               | 4                | 0                | 1                | 0                | 16       | 0      | 1           | 0          |
| M. Moyà        | 0                | 0                | 0                | 0                | 6               | -5              | 0               | 0               | 0                | 0                | 0                | 0                | 6        | -5     | 0           | 0          |
| Nacho          | 1                | 0                | 0                | 0                | 0               | 0               | 0               | 0               | 0                | 0                | 0                | 0                | 1        | 0      | 0           | 0          |
| J. Oblak       | 38               | -18              | 0                | 0                | 0               | 0               | 0               | 0               | 13               | -8               | 1                | 0                | 51       | -26    | 1           | 0          |
| Óliver         | 21               | 0                | 1                | 0                | 5               | 0               | 0               | 0               | 7                | 1                | 2                | 0                | 33       | 1      | 3           | 0          |
| Raúl García    | 1                | 0                | 0                | 0                | 0               | 0               | 0               | 0               | 0                | 0                | 0                | 0                | 1        | 0      | 0           | 0          |
| Saúl           | 31               | 4                | 1                | 0                | 4               | 2               | 0               | 0               | 13               | 3                | 2                | 0                | 48       | 9      | 3           | 0          |
| S. Savić       | 12               | 0                | 1                | 0                | 5               | 0               | 0               | 0               | 7                | 0                | 0                | 0                | 24       | 0      | 1           | 0          |
| G. Siqueira    | 1                | 0                | 1                | 0                | 3               | 0               | 1               | 0               | 3                | 0                | 0                | 0                | 7        | 0      | 2           | 0          |
| Thomas         | 13               | 2                | 3                | 0                | 5               | 1               | 2               | 0               | 5                | 0                | 0                | 0                | 23       | 3      | 5           | 0          |
| Tiago          | 14               | 1                | 4                | 0                | 0               | 0               | 0               | 0               | 5                | 0                | 0                | 0                | 19       | 1      | 4           | 0          |
| F. Torres      | 30               | 11               | 4                | 0                | 2               | 0               | 1               | 0               | 12               | 1                | 1                | 1                | 44       | 12     | 6           | 1          |
| L. Vietto      | 19               | 1                | 3                | 0                | 4               | 1               | 0               | 0               | 5                | 1                | 0                | 0                | 28       | 3      | 3           | 0          |